# Запрещённая реальность (альбом)
«Запрещённая реа́льность» — четвёртый студийный альбом рок-группы «Сергей Маврин», выпущенный в 2004 году.

## Об альбоме
Автограф-сессия с предрелизной продажей альбома проходила 24 января в «Ля-ля-парке» ТЦ «Горбушкин двор», на ней собралось более 400 человек. Альбом стал лидером продаж за январь через неделю со дня выхода.
Альбом считается[кем?] одним из лучших произведений в стиле современного классического хэви-метала, с виртуозным мастерством исполнения и безукоризненной студийной работой. Звучание этого альбома продолжило линию «Химического Сна», он стал концептуальным и качественно новым для тяжёлой сцены. У его песен особая, «зеркальная» композиция, а их характер оттеняется повторяющимися музыкальными фрагментами.
Материал альбома был предложен Кипелову, но его не устроила стилистика песен. Оформление альбома является необычным для групп этого стиля. Чёрно-белые картины Марины Юрьевой писались без ассоциаций с альбомом, (в стиле «уголь-бумага»), но Маврина поразило точно их соответствие характеру песен. В песне «Пока боги спят» в проигрыше есть элементы мелодии из песни Тони Макалпина «The King's Cup» (альбом «Maximum Security»). Альбом писался под впечатлением от цикла романов писателя-фантаста Василия Головачёва «Запрещённая реальность».

## Список композиций
Вся музыка написана Сергеем Мавриным.
| №                   | Название                               | Текст песни           | Длительность |
| ------------------- | -------------------------------------- | --------------------- | ------------ |
| 1.                  | «Пока боги спят»                       | Анна Балашова, Маврин | 7:06         |
| 2.                  | «Дьявольский вальс»                    | Балашова, Маврин      | 8:15         |
| 3.                  | «Падший»                               | Ю.Кей, Маврин         | 6:24         |
| 4.                  | «Дорога в рай»                         | Маврин                | 4:24         |
| 5.                  | «Свет. Тьма»                           | Балашова              | 3:36         |
| 6.                  | «Добро. Зло»                           | Балашова              | 3:38         |
| 7.                  | «Кто мы?»                              | Балашова              | 7:39         |
| 8.                  | «Тающий мир»                           | Маврин                | 4:25         |
| 9.                  | «Запрещённая реальность» (инструметал) | —                     | 8:06         |
| 10.                 | «Рождённые жить»                       | Маврин                | 5:49         |
| 11.                 | «Всё…» (инструметал)                   | —                     | 0:58         |
| Общая длительность: | Общая длительность:                    | Общая длительность:   | 1:00:45      |

## Участники записи
- Сергей Маврин — гитара, клавишные, программирование, музыка, стихи (1,2,3,4,7,8,10), аранжировки, продюсер, звукорежиссёр
- Алексей Харьков — бас-гитара, контрабас
- Юрий Алексеев — ритм-гитара
- Артём Стыров — вокал
- Павел Элькинд — ударные
- Сергей Рыбин — звукоинженер
- Тимофей Щербаков — звукоинженер